# Elbstraße 7 (Meißen)

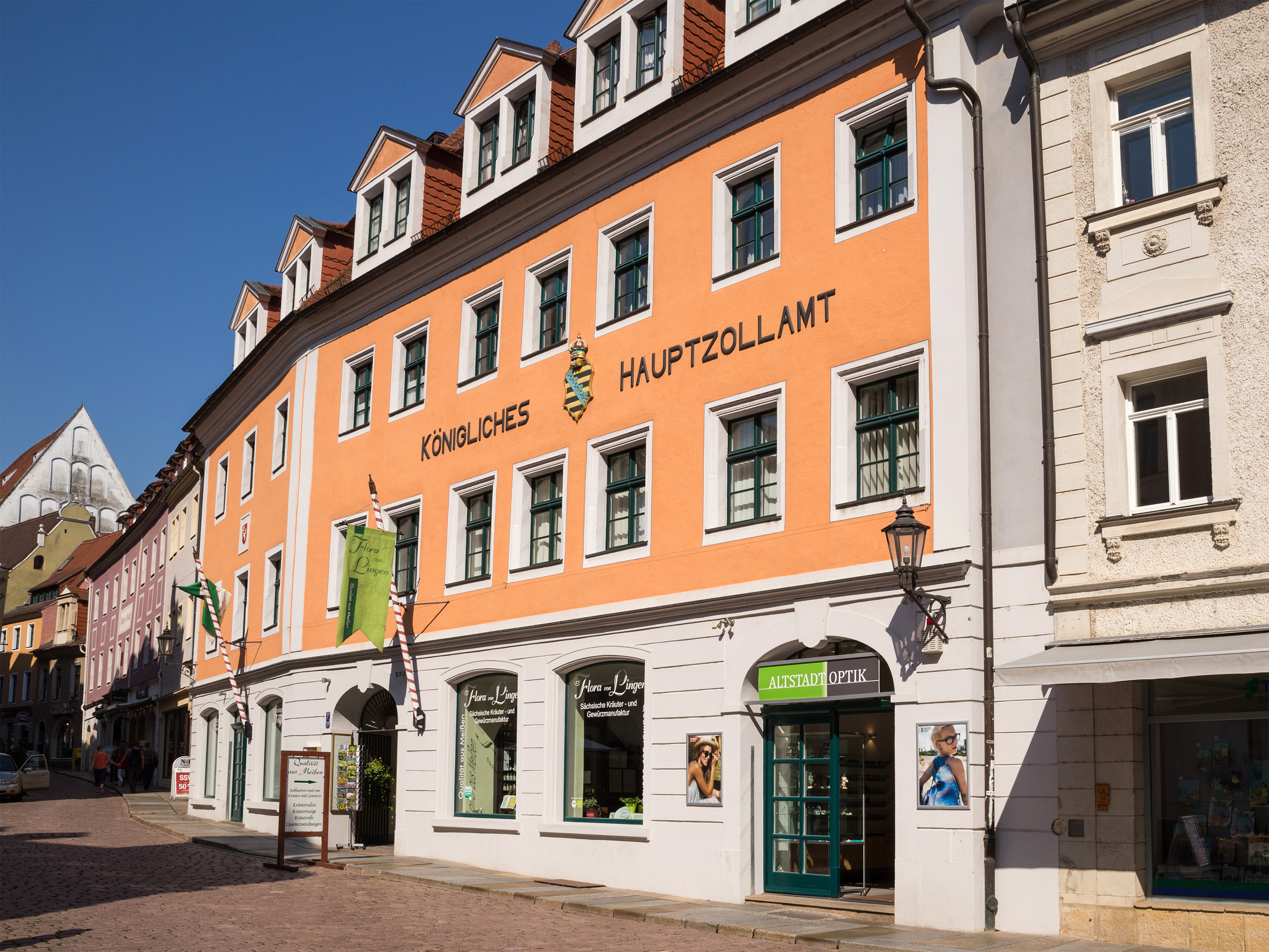
Elbstraße 7 (Meißen), im Hintergrund der Giebel des Rathauses

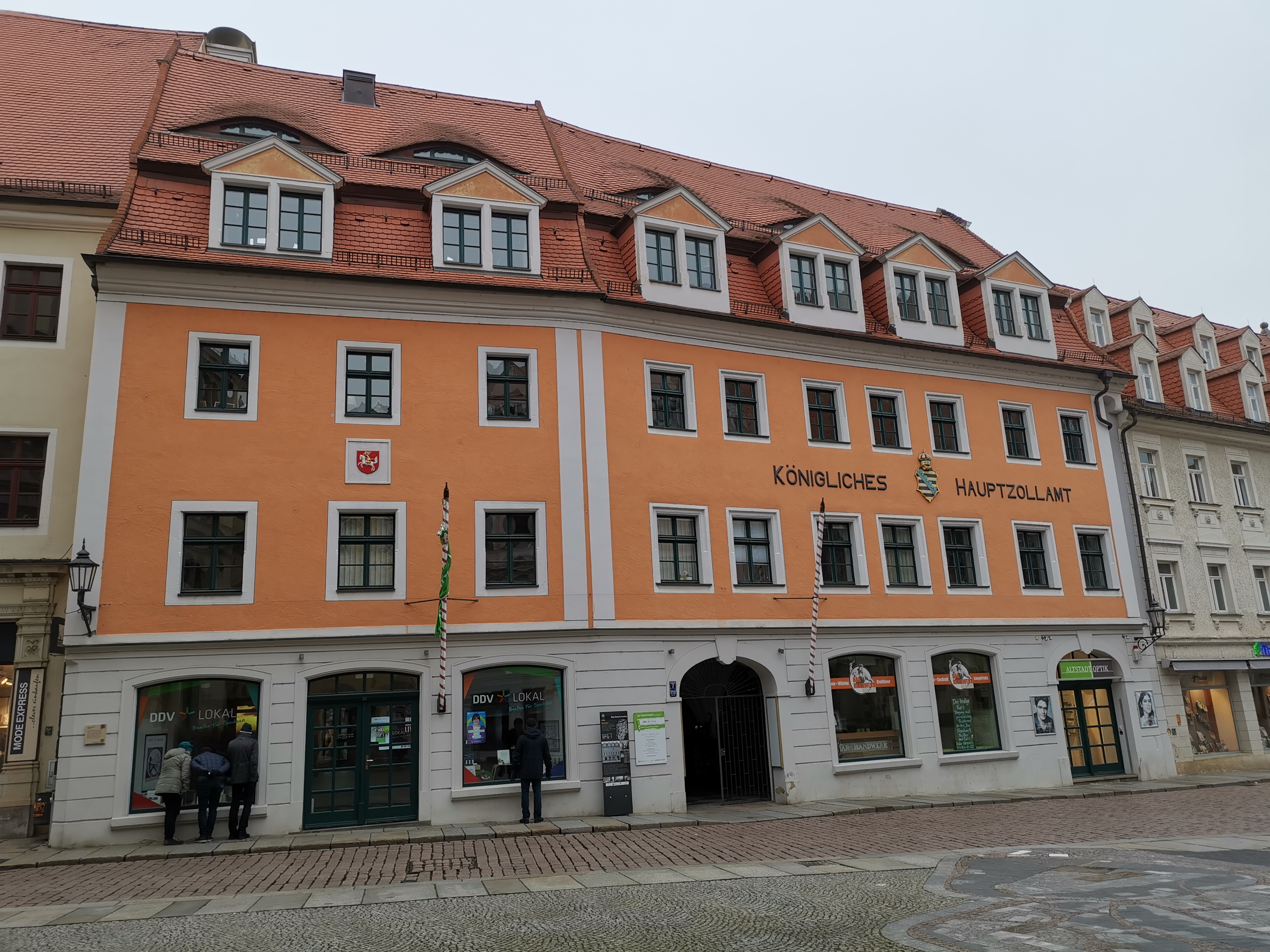
Ansicht von Süden

Das Haus Elbstraße 7 (auch: Zollhof oder Zollamt) in Meißen (Sachsen) ist ein mehrfach umgebautes Renaissancegebäude aus dem frühen 17. Jahrhundert. Es wurde in den Jahren 1995/1996 saniert.

## Geschichte
Um 1890 ist eine Nutzung als Hauptsteueramt, um 1939 als Bankgebäude und in den Jahren nach 1980 als Kunsthandlung nachgewiesen, weshalb das Bauwerk die Zeiten in einem guten Zustand überdauerte. Bei der Restaurierung wurden Gestaltungselemente aus Barock- und Renaissancezeit sowie die Eingangshalle mit Stuckdecken, toskanischer Säule und Einbaumöbeln freigelegt.
Als Vorgängerbauwerk wurde ein Fester Hof zum Schutz der südlichen Ausfallstraße vor 1150 erbaut.
Auf der Hofseite ist ein turmartiges Bauwerk im Keller- und Erdgeschossbereich erhalten geblieben; dieser Raum bildet den Durchgang zum Hof und den Teil eines Ladenraums. Dieser Teil des Bauwerks war bis zum Ende des 19. Jahrhunderts tonnengewölbt; im Keller ist ein spitzbogiges Gewölbe erhalten. Die Bauuntersuchungen ergaben, dass der turmartige Bauteil erst der Zeit um 1500 entstammt.

## Architektur
Die Straßenseite des Bauwerks ist geprägt durch die Gestaltung in Spätrenaissanceformen, welche sich über die sechs östlichen Fensterachsen erstreckt. Die Halle im Erdgeschoss ist mit Kreuzgewölben über einer toskanischen Säule geschlossen; dieser Raum wurde bei der Sanierung von späteren Einbauten befreit und ist heute wieder in voller Größe erkennbar.
An der Nordseite dieser Halle ist ein weiter Gewölbebogen eingebaut, über dem die ursprüngliche Treppe zum Obergeschoss endete. Ursprünglich führte westlich davon eine Wendeltreppe direkt von der Halle in die Obergeschosse, wie es auf einem Plan aus dem Jahr 1893 im Stadtarchiv dargestellt ist. Diesem Plan ist weiter zu entnehmen, dass sich gegenüber an der Straßenseite ein breites Tor öffnete, wodurch Unregelmäßigkeiten in der Gewölbezone hinter der Fensterfront entstanden. Bei den Renovierungsarbeiten der 1990er Jahre wurde ein Teil der dreieckigen Bekrönung des Portals im Fassadenputz aufgefunden.
Ein profiliertes Türgewände ist in der Halle sichtbar, weitere sind (heute verdeckt) in der Ostwand eingebaut, wo sich ursprünglich ebenfalls gewölbte Räume anschlossen, die auf der Straßenseite mit Kreuzgratgewölbe, auf der Hofseite mit Tonnengewölbe abschlossen, woraus auf eine Nutzung dieser Räume als geheiztes Büro und Küche oder Heizraum geschlossen werden kann. Diese Gewölbe wurden beim Umbau des Hauses 1939 entfernt; sie konnten jedoch durch die Bauuntersuchung nachgewiesen werden.
Auch in den Obergeschossen dieses Hausteils sind noch die Strukturen der Renaissancezeit erkennbar, dazu gehören Raumteilungen mit Stuben auf der Straßenseite und Nebenräumen auf der Rückseite, weiterhin aufwändig profilierte Steingewände und plastisch gestaltete Konsolen wie in den Fassaden- und Erdgeschossräumen. Die profilierten Gewände des Obergeschosses wurden auf das 17. Jahrhundert datiert, außerdem wurden zwei Steinmetzzeichen entdeckt und farblich hervorgehoben.
Am östlichen Ende der Fassade wurde ein kleiner Bogen in der Wand nachgewiesen, der auf eine ehemalige Traufgasse hindeutet, die zwischen Giebelhäusern vorhanden war, welche auch die vor dem Renaissancehaus vorhandene Bebauung bildeten.
Der westliche Teil des Vorderhauses wurde im 18. Jahrhundert stark verändert, es ist aber auch hier von einem älteren Bauwerk auszugehen, von dem eine Bruchsteinmauer an der Stelle des Fassadenknicks erhalten blieb. Die Konstruktion des Mansarddachs ist in traditioneller handwerklicher Ausführung mit Holznägeln ausgeführt, überdeckt beide Teile des Vorderhauses und gehört wohl dem 18. Jahrhundert an.
Das Vorderhaus besteht aus drei Trakten mit insgesamt zehn Achsen gehört zu den großen Bürgerhäusern der Stadt. Bei den anspruchsvollen Baumaßnahmen des östlichen Vorderhauses kann auf einen wohlhabenden Bauherrn geschlossen werden.
Die Innenausstattung weist mit fein gestalteten Stuckprofilen der Decken in den Stuben der Obergeschosse auf die Barockzeit hin. Diese Strukturen konnten bei der Sanierung des Hauses erhalten werden.

## Nutzung
Im Zusammenhang mit der Nutzung als Steueramt ab 1890 wurde eine Schriftleiste mit sächsischem Wappen an der Fassade angebracht, die 1998 nach historischen Aufnahmen rekonstruiert wurde. Im Jahr 1939 wurde das Haus bei der Umnutzung als Stadtsparkasse Meißen eingreifend umgebaut, wobei ein Treppeneinbau und Dachausbau qualitativ hochwertig durchgeführt wurden, die bei der jüngsten Renovierung beibehalten werden konnten.
Eine hohe Mauer aus Bruchstein mit großem Torbogen schließt den Hof nach Norden ab. Diese Mauer bildete die Grenze des nördlich anschließenden Grundstücks, das zum Lorenzspital gehörte. Anhand von Stadtbildern und den hofseitigen Blendarkaden wird die Mauer auf das 15. Jahrhundert datiert.
Von den Zerstörungen des Dreißigjährigen Krieges im Jahr 1637 durch schwedische Truppen ist das Haus vermutlich weniger als andere betroffen gewesen; während das Hinterhaus abgebrannt war, wurde das Vorderhaus vom Besitzer bewohnt. Vor 1719 gehörte das Haus einem Hans Caspar von Schönberg. Der Hausbesitzer hatte das ungewöhnlich großzügige Recht, fünfmal im Jahr Bier zu brauen. Um 1833 wird das Haus als Eigentum des Fiskus bezeichnet.
In den 1980er Jahren wurde das Erdgeschoss als Ludwig-Richter-Haus als Galerie und Kunsthandlung genutzt, in den Obergeschossen befanden sich Büroräume der staatlichen Jugendorganisation FDJ. Das Haus wurde bis zur Wende kontinuierlich genutzt, weshalb es weniger als andere vom Verfall und unsachgemäßer Umnutzung betroffen war. Das Turminnere und der Innenhof waren allerdings durch die Nutzung als Garage, Kohlelager und Mülltonnenplatz ungepflegt.
Nach der Wende und der Privatisierung des Grundstücks wurde in den Jahren 1995/1996 das Bauwerk modernisiert und an eine zeitgemäße Nutzung angepasst, wobei die historisch wertvolle Substanz erhalten und aufgewertet wurde. Die Halle wurde der Öffentlichkeit zugänglich gemacht, der Hof wurde neugestaltet und durch den Turm zugänglich gemacht, wodurch die historische Hofmauer wieder erkennbar wurde. Neue Seitengebäude und der Pflasterbelag bilden den Rahmen für den von Lothar Sell gestalteten Pfennigbrunnen.
Die historischen Räume der Obergeschosse wurden ebenfalls freigelegt und die zugehörigen Ausstattungen (Blendbogen, Stuckdecken, Einbaumöbel) erhalten oder rekonstruiert. Neue, durch die Nutzung erforderliche Einbauten wurden zurückhaltend in die historische Substanz eingepasst. Der Turm im Hof erhielt anstelle seines schadhaften Dachs eine begrünte Dachterrasse.